# Sheshi Azem Hajdari

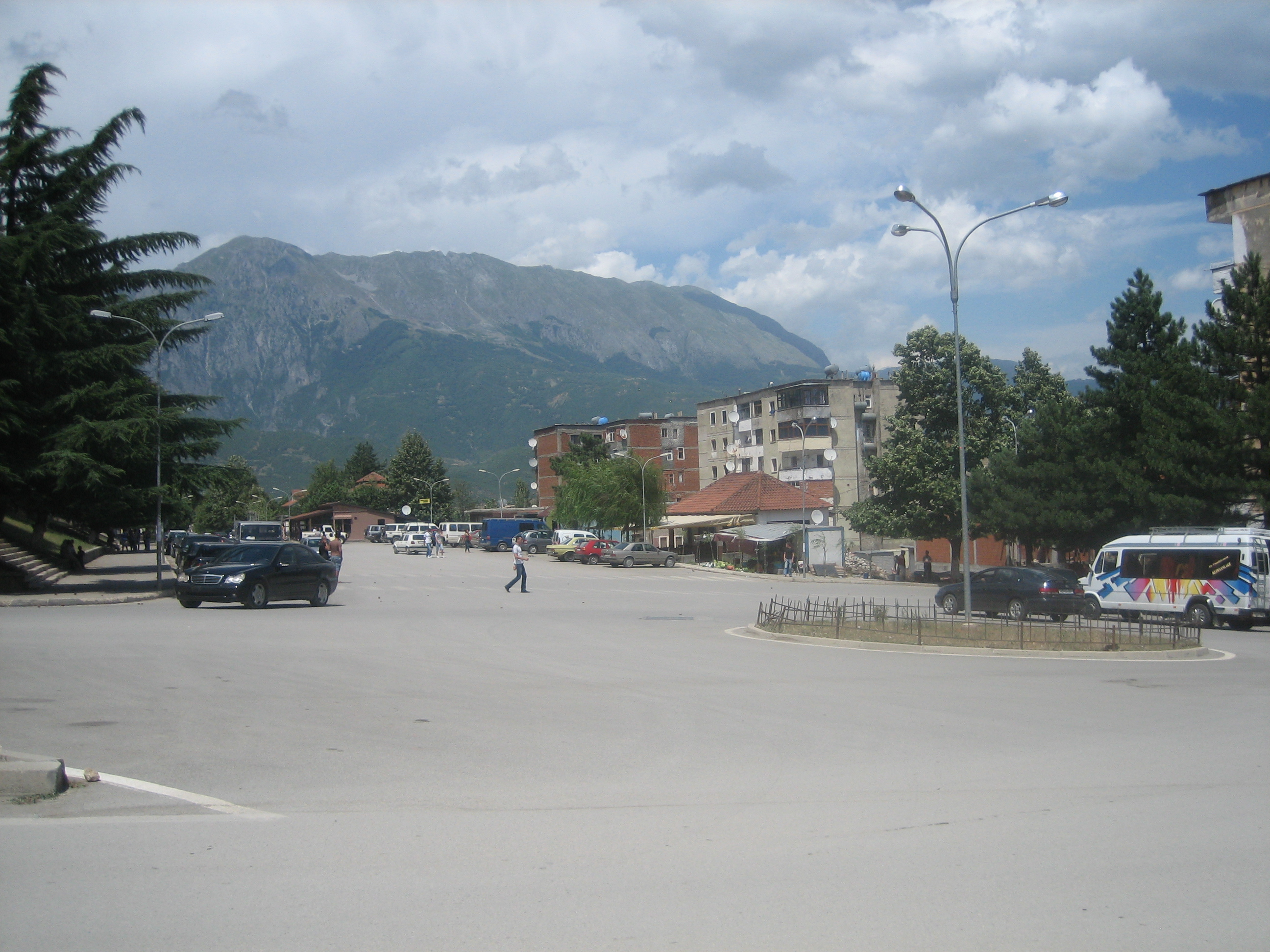
Sheshi Azem Hajdari (voorgrond) en de Rruga Agim Ramadani vanuit de Rruga Mic Sokoli; rechts is het begin van de Rruga Besëlidhja e Malësisë te zien.

Sheshi Azem Hajdari ([ʃɛʃi azɛm hajdaɾi]; 'Azem Hajdariplein') is een plein in het centrum van de Noord-Albanese stad Bajram Curri, de hoofdplaats van Tropojë in de prefectuur Kukës. Op het plein komen de Rruga Agim Ramadani (in het noorden), de Rruga Besëlidhja e Malësisë (oosten) en de Rruga Mic Sokoli (zuidoosten) uit. Net ten westen van Sheshi Azem Hajdari ligt Sheshi Dardania. 
Het plein is genoemd naar het uit Bajram Curri afkomstige Albanese PD-parlementslid Azem Hajdari (1963-1998), dat in 1998 in tot op heden niet opgeklaarde omstandigheden in Tirana werd vermoord. Op Sheshi Azem Hajdari bevinden zich het stadhuis, het nieuwe Hotel Vllaznimi, de districtsoverheid en het postkantoor.